# Calypso, North Carolina
Calypso är en kommun (town) i Duplin County i North Carolina. Vid 2010 års folkräkning hade Calypso 538 invånare.